# پل‌های تهران
پل‌های تهران امروزه در کلان‌شهرها برای داشتن حمل و نقلِ روان و کاستن از بار ترافیک اصول مهندسی ترافیک مورد توجه کارشناسان و برنامه‌ریزان شهری قرار گرفته‌است. پل‌های شهری به‌عنوان تقاطع‌های ناهمسطح یکی از سازه‌های مهم مهندسی ترافیک هستند. در تهران، به‌عنوان شهری با مساحتهزار کیلومتر مربع، با ۸ میلیون نفر جمعیتِ ساکن و حدود نصف این مقدار جمعیتی که روزانه برای کار از حومه به داخل شهر مراجعه می‌کنند، نیاز مبرمی به تفاطع‌های ناهمسطح و از آن جمله پل‌ها احساس می‌شود. در شهر تهران، در حال حاضر ۱۸۰ پل وجود دارد که مهم‌ترین آن‌ها سواره‌رو هستند و ۶۰ پل دیگر نیز در حال ساخت است. از این ۱۸۰ پل، ۱۱۰ پل نیاز به بازسازی و مقاوم‌سازی دارند.
معروف‌ترین پل‌های شهر تهران عبارتند از پل چوبی، پل حافظ، پل رومی، پل ستارخان، پل سیدخندان، پل خاقانی، پل صدر، پل کریم‌خان زند، پل مدیریت و پل فجر.